# William Prescott
William Prescott se je rodil 20. februarja 1726 v Grotonu v Massachusettsu. 

## Zgodnje življenje
Leta 1758 se je poročil z Abigail Hale in imela sta enega otroka.
William je služil v provincialni milici med vojno kralja Jurija in francosko-indijansko vojno pred revolucionarno vojno. Ko pa so Američani leta 1774 začeli oblikovati vojsko, je bil Prescott vpleten od začetka, da bi se boril za neodvisnost svoje države. Bil je imenovan za polkovnika čete Pepperell v Massachusettsu.
Novica, da Britanci prihajajo po orožje v Concord je Pepperell dosegla šele okoli 10. ure naslednjega dne, vendar je Prescott takoj, ko ga je novica dosegla, opozoril vse čete v svoji bližini in odjahali so proti Concordu. Ko so prispeli, je bila bitka že končana, vendar so bili del vojske, ki je nato oblegala Boston.

## Bitka pri Bunker Hillu
16. junija 1775 je Prescott dobil 1.200 mož, da bi branili Charleston (Boston). Postrojili so se na Bunker Hillu in Breed's Hillu ter se pripravili na obrambo pred Britanci. William je vedel, da imajo omejeno strelivo in da bo njihov ogenj z mušketami najučinkovitejši od blizu. Svoje može je pozval, naj Britance spustijo bližje, preden streljajo, da bi bili natančnejši.
Britanci so napredovali in možje so se jim lahko uprli. Nato je prišel drugi val in možje so jih spet lahko odrinili s svojim ognjem. Končno se je polkovnik Prescott ozrl naokoli in spoznal, da jim je za tretji napad Britancev skoraj zmanjkalo streliva. Nato je svojim možem glasno in jasno zaklical ukaz: "Ne streljajte, dokler ne vidite beline njihovih oči!"
Tretji rafal mušketnega ognja je ubil in ranil veliko britanskih vojakov in takrat so bili možje dovolj blizu, da so se lahko borili z bajoneti. Američani so se borili, kolikor dolgo so mogli, preden so se bili prisiljeni umakniti in predati Bunker Hill Britancem. To je bila bitka, zaradi katere je polkovnik Prescott postal znan skozi leta.
Predaja Johna Burgoyna pri Saratogi, naslikal John Trumbull. Polkovnik William Prescott je desno od sredine, oblečen v rjavo, tik za kapitanom Morganom v belem.

## Naslednja leta
Ko je kontinentalni kongres ukazal Washingtonu, naj prevzame nadzor nad silami v Bostonu, je William Prescott dobil poveljstvo nad 7. kontinentalnim polkom. Potem, ko se je njegov polk leta 1776 boril v kampanji v New Yorku, zgodovinarji niso prepričani, kaj točno je Prescott počel.
Občasno se je pojavljal v različnih bitkah ali drugih dejavnostih. Nedvomno je bil leta 1777 prostovoljec v saratoški kampanji generala Burgoyna. Domneva se, da je njegov odhod iz vojske morda posledica poškodbe dobljene na kmetiji, zaradi katere se ni mogel več boriti.

### Nasprotovanje suženjstvu
William Prescott nikoli ni imel sužnjev in je javno nasprotoval praksi suženjstva. Prescott je zagovarjal, da Massachusetts prepove suženjstvo. Ko je Massachusetts leta 1783 odpravil suženjstvo, je Prescott to javno proslavil. Prescott je bil tudi odkrit v svoji hvali črnskega vojaka Salema Poorja, ki se je boril s Prescottom pri Bunker Hillu in je celo podpisal pismo sodišču Massachusettsa, v katerem je hvalil njegovo ravnanje v bitki in zagovarjal, da bi moral biti za to nagrajen.

## Smrt
William Prescott je umrl leta 1795 v svojem domu v Pepperellu.